# Simon mágus
Simon mágus (görög: Σίμων ὁ μάγος) bibliai, újszövetségi személy, aki korábban varázslással foglalkozott, majd Fülöp által Szamáriában megkereszteltette magát, de akit később Péter apostol – mivel pénzért akarta tőle az isteni kegy ajándékát, a csodatevő erejét megvásárolni – megátkozott.
Az egyházatyák szerint Gittonban született, egy Heléna nevű egykori kedvesével bebarangolta a Római Birodalmat, mindenfelé csodákat téve és gnosztikus tanokat hirdetve, melyeket azután követő, ún. simoniánusok  (heléniánusok) bővebben kifejtettek. 
A Clementinae című őskeresztény iratban ez a mágus van feltüntetve a pogánykeresztény gnózis szerzőjeként; ezért egyesek úgy vélekednek, hogy a Clementinák szerzője Simon mágus alatt Pál apostolt értette. 
Róla nevezte el VII. Gergely pápa az egyházi hivataloknak pénzért való osztogatását és vásárlását simóniának. 